# Kane Kramer
Kane Kramer (* 23. April 1956 in Großbritannien) ist ein britischer Erfinder, der 1979 ein Gerät zum Abspielen digital gespeicherter Musik entwickelte.
Zu dieser Zeit galt das Gerät als ein absolutes Novum, da sowohl die Idee der digitalisiert vorliegenden Musikstücke als auch deren Abspeicherung auf einem tragbaren Abspieler völlig neu waren. Kane Kramer ließ daher, zusammen mit seinem Kollegen James Campbell, im Jahr 1979 den Vertrieb von Musikstücken im Datenformat über Telefonleitungen patentieren, ebenso den von ihnen entwickelten Prototypen. Dieser war wahrscheinlich das erste Gerät zur Musikwiedergabe, das ohne bewegliche Einzelteile funktionierte. Im Vergleich zu heutigen MP3-Spielern war die Spieldauer des Geräts allerdings sehr gering. Der patentierte Spieler konnte knappe 3,5 Minuten Musik speichern. Durch Weiterentwicklungen brachte es der Musikspieler 1986 auf immerhin fünf Minuten Spielzeit.
1988 konnte der Patentschutz infolge von finanziellen Problemen seiner Firma nicht erneuert werden.
Im Zuge von Auseinandersetzungen der Firma Apple mit einem Dritten in Bezug auf Schutzrechte an MP3-Spielern konnte Kramer seine Urheberschaft darstellen und so Apple helfen, ohne selbst davon wesentlich zu profitieren, da seine Erfindung frei war, weil er die hohen Kosten für die turnusmäßigen Patenterneuerung nicht hatte aufbringen können.
Kane Kramer organisiert die British Invention Show, eine Erfindermesse, die jährlich im Oktober im Alexandra Palace in London stattfindet und von der British Inventors Society ausgerichtet wird, und berät Unternehmen. 